# جون بيرن (كاتب قصص مصورة)
جون بيرن (مواليد 6 يوليو 1950) هو كاتب قصص مصورة أمريكي بريطاني المولد.

## النشأة والعمل
ولد في والسول، ستافوردشاير وربي في بروميش الغربية وأيضا في ستافورد شاير، حيث عاش مع والديه، فرانك ونيلسي وجدته لأمه، وأثناء حياته هناك، قبل أن تهاجر أسرته إلى كندا، حين كان عمره ثماني سنوات، شاهد الكوميديات لأول مرة.